# Kovács Béla (agrármérnök)
Kovács Béla (Kolozsvár, 1918. november 3. – Kolozsvár, 2004. március 30.) romániai magyar agrármérnök, mezőgazdasági szakíró.

## Életútja
Középiskolát szülővárosa Római Katolikus Főgimnáziumában  végzett (1936), agrármérnöki képesítést a kolozsvári Mezőgazdasági Főiskolán nyert (1943). Agrártudományi pályáját a kolozsvári Növénytermesztési és Növénynemesítési Kísérleti Intézet tanársegédjeként kezdte, 1946-tól a radnóti Gazdasági Iskola tanára, majd igazgatója, 1949-től a kolozsvári Petru Groza Agrártudományi Intézet előadótanára. A bukaresti Bălcescu Agrártudományi Intézetben doktorált (1972). Nyugalomba vonult 1980-ban.
Első szakközleménye a budapesti Magyar Föld c. folyóiratban jelent meg (1943). Később közel 250 szakcikke került nyilvánosságra a Falvak Népe, Előre, Igazság, Ifjúmunkás hasábjain, többnyire a talajerőgazdálkodás és az általános növénytermesztés köréből. Az agronómus kézikönyve c. kötet (1954), valamint az Agrotehnica și tehnica experimentală c. jegyzetek (1967, 1979, 1981) társszerzője.
A kolozsvári Kismező utcai temetőben nyugszik.

## Önálló kötetei
- Az istállótrágya helyes kezelése és alkalmazása (névtelenül, 1950); *Tavaszi munkák a mezőgazdaságban (1952);
- Műtrágyázás (1952, 1955, németül is);
- A mezőgazdasági kísérletezés módszerei (1953, 1955);
- Nyári mezei munkák (1956);
- Kiegészítő trágyázás (1956);
- Csökkent termelékenységű és terméketlen területek hasznosítása (1957); *Korszerű földművelés (1959);
- A mezőgazdasági munkálatok minősítése (1961).